# Melsteinen
Melsteinen (en norvégien : Melstein) est une île en Norvège. Elle est située dans la municipalité de Bindal et le comté de Nordland, dans la partie sud-ouest du pays, à 600 km au nord d'Oslo, la capitale du pays.
Le climat est de type continental. La température moyenne annuelle est de 4° C. Le mois le plus chaud est août, avec 14° C en moyenne, et le plus froid est décembre, avec -3° C en moyenne.
On y trouve du chloritoïde.

## Histoire
Melsteinen est le théâtre d’un faits divers sanglant à la fin du XVIIe siècle. Une famille pauvre y vit : Sjur Paulsen, sa femme Anne Pedersdatter et la fille adoptive Anne Jonsdatter. Un soir de février 1692, quatre marchands de Grønnøy, dans le Meløyfjorden, à bord d’un bateau, se dirigent vers le sud vers les différents « comptoirs de vente » le long de la côte du Trøndelag pour y faire des affaires. Ils ont un bon stock de marchandises. Au sud de Kvaløya, comme la nuit tombe et qu’ils naviguent dans des eaux inconnues, ils accostent à Melsteinen, où ils savent que vit la famille de Sjur Paulsen, pour demander un hébergement pour la nuit. Après cela, toute trace d’eux disparaît. 
L’été et l’hiver passent, et on commence à parler d’un naufrage qui aurait eu lieu à Melsteinen. Le 2 octobre 1693, Sjur et sa femme Anne sont convoqués au parlement d’automne à Eidshaug. Ils sont accusés d’avoir dissimulé des débris d’une épave. Seul Sjur s’y rend. Les autorités considéraient l’affaire comme un naufrage normal. La punition pour les crimes de cette nature était généralement des amendes. Mais comme Anne Pedersdatter ne s’était pas présentée, un nouvel interrogatoire a été programmé le 12 janvier 1694. 
Anne Jonsdatter, la fille adoptive d’Anne et Sjur, âgée de 13 à 14 ans, s’y présente. Elle vivait à Melsteinen au moment où le naufrage avait eu lieu, mais craignant que ses parents d’accueil ne la réduisent au silence, elle s’était enfuie sur le continent. La fille adoptive fait une révélation horrifiante. Elle révèle qu’un soir de février, il y a près de deux ans, quatre marins étaient venus sur l’île et avaient été invités à se réchauffer dans la maison, à partager leur nourriture frugale, puis étaient allés se coucher dans la grange. Durant la nuit, elle s’était réveillée et, à la lumière des braises de la cheminée, elle avait vu Anne et Sjur prendre chacun une hache et sortir par la porte. Peu de temps après, elle avait entendu un cri déchirant venant de la grange. Terrifiée, elle avait sauté du lit, couru dehors pour voir ce qui se passait. Dans la nuit noire, elle avait vu deux personnages traîner le corps d’un homme, puis disparaître dans l’obscurité. Cela s’était répété trois fois. Terrifiée, elle était allée se coucher. Le lendemain matin, elle avait fait une découverte étrange. Dehors, elle avait pu constater pléthore de traces de sang. Quand elle a demandé à Anne Pedersdatter d’où elles venaient, Anne lui avait répondu de manière inquiétante : « Si cela s’ébruite, nous te tuerons. »
Sjur ayant avoué le crime, mais Anne persistant à nier toute participation, le tribunal les déclare coupables. La sentence sera prononcée le 15 janvier 1694. Le tribunal ne leur trouve aucune circonstance atténuante. Ils sont condamnés pour meurtre avec préméditation et vol qualifié. Toute affaire peut faire l’objet d’un recours devant une juridiction supérieure. Dans le cas d’Anne et Sjur, ils ont fait appel. Cela a provoqué leur transfert à la mairie de Trondheim. Les salles d’arrêt à l’époque étaient généralement des sous-sols sombres, humides et pleins de courants d’air. Il n’était pas rare que des prisonniers meurent de faim et de froid, ou se suicident pendant leur emprisonnement. Sjur et Anne sont emprisonnés dans ces conditions, dans l’attente d’un nouveau procès. Lorsque le tribunal confirme le verdict de la juridiction inférieure, Anne et Sjur sont décédés entretemps. Leurs corps sont exposés publiquement, pour inspirer l’horreur aux autres personnes ayant une intention criminelle. Le 14 août 1694, ils ont été retirés et enterrés au Galgebierget, car ils ne pouvaient pas être enterrés dans un sol consacré.